# Johnston-Inseln
Die Johnston-Inseln sind eine Inselgruppe im Norden von Papua-Neuguinea. Politisch sind sie Teil der Provinz Manus.

## Geographie
Die Johnston-Inseln sind eine Untergruppe der Admiralitäts-Inseln. Die Inseln befinden sich 23 km südlich von Manus  und 21 km westlich von Lou. Etwa 2 km nordwestlich liegen die Riffe der 
Stuart-Bank.
Die Johnston-Inseln bilden einen ovalen Ring 11 km bis 7 km großer, über- und unterseeischer Korallenriffe. Drei kleine Inseln liegen auf dem nördlichen Riff, die größte davon ist die Insel Johnston im Nordosten. 

## Geschichte
Die Inseln werden wahrscheinlich seit etwa 1500 v. Chr. von Melanesiern bewohnt. Das Gebiet kam im Jahr 1885 unter deutsche Verwaltung und gehörte seit 1899 zu Deutsch-Neuguinea. Während des Ersten Weltkrieges wurden die Inseln von australischen Truppen erobert und nach dem Krieg als Mandat des Völkerbundes von Australien verwaltet. 
1942 bis 1944 wurden die Inseln von Japan besetzt, kehrten aber 1949 in australische Verwaltung zurück, bis Papua-Neuguinea 1975 unabhängig wurde.